# Benzotiadiazina
La benzotiadiazina es un compuesto heterocíclico bicíclico derivado del benceno donde el heterociclo contiene dos átomos de nitrógeno y un átomo de azufre.
Algunos derivados de la benzotiadiazina se utilizan como medicamentos, los diuréticos tiazídicos, entre los que se incluyen por ejemplo:

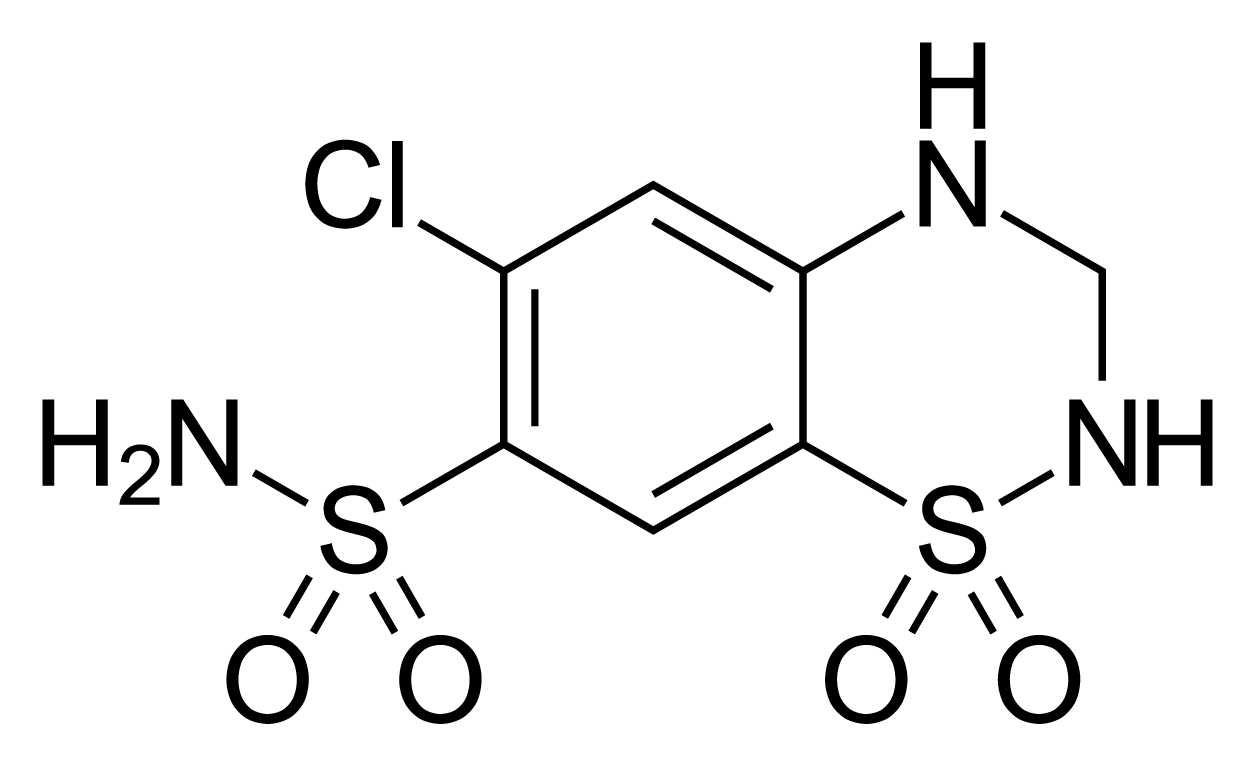
Hidroclorotiazida, un derivado de la benzotiadiazina utilizado como diurético

- bendroflumetiazida
- clorotiazida
- ciclotiazida
- hidroclorotiazida
- diazóxida